# Clarence Gilyard jr.
Clarence Darnell Gilyard jr. (Moses Lake (Washington), 24 december 1955 – 28 november 2022) was een Amerikaans acteur, vooral bekend geworden als Jimmy Trivette uit de serie Walker, Texas Ranger en Conrad McMasters uit de serie Matlock. Ook speelde hij bijrollen in films als Top Gun, Die Hard en The Karate Kid, Part II.
Gilyard ging in 2003 weer studeren en kreeg  een verbintenis met de universiteit van Dallas. Hij overleed onverwacht op 66-jarige leeftijd.

## Filmografie
- Walker, Texas Ranger: Trial by Fire (televisiefilm, 2005) - Ranger James 'Jimmy' Trivette
- Left Behind II: Tribulation Force (Video, 2002) - Pastoor Bruce Barnes
- Walker, Texas Ranger televisieserie - James 'Jimmy' Trivette (94 afl., 1993-2001)
- Left Behind: The Movie (2000) - Bruce Barnes
- Sons of Thunder televisieserie - Ranger Jimmy Trivette (Afl., Fighting Back, 1999)
- Orange Bowl Parade (televisiefilm, 1997) - Presentator
- Walker Texas Ranger 3: Deadly Reunion (1994) - Jimmy Trivette
- Matlock televisieserie - Conrad McMasters (56 afl., 1989-1993)
- The Big One: The Great Los Angeles Earthquake (televisiefilm, 1990) - Roy Bryant
- L.A. Takedown (televisiefilm, 1989) - Mustafa Jackson
- Die Hard (1988) - Theo
- Off the Mark (1987) - James B. White
- The Facts of Life televisieserie - Matt (Afl., The More the Marrier, 1987)
- 227 televisieserie - Harold Bailey (Afl., Matchmakers, 1987)
- Simon & Simon televisieserie - Wally Stokes (Afl., A.W.O.L., 1986)
- The Karate Kid Part II (1986) - G.I. #1
- Top Gun (1986) - Sundown
- Riptide televisieserie - William Collins (Afl., It's a Vial Sort of Business, 1984)
- The Duck Factory televisieserie - Roland Culp (Afl. onbekend, 1984)
- CHiPs televisieserie - Webster (Afl., Fun House, 1983)
- The Kid with the 200 I.Q. (televisiefilm, 1983) - Rol onbekend
- Making the Grade televisieserie - Rol onbekend (Episode 1.3, 1982)
- Diff'rent Strokes televisieserie - Student (Afl., First Day Blues, 1981)

- Biblioteca Nacional de España: XX1111471
- Bibliothèque nationale de France: cb14101426x (data)
- Gemeinsame Normdatei: 1143064925
- International Standard Name Identifier: 0000 0001 1473 592X
- Library of Congress Control Number: nr2004030300
- Virtual International Authority File: 61753279
- WorldCat: E39PBJmtypJtWmdwMdHw7PfrMP